# جايمي سوتو
جايمي سوتو (بالإنجليزية: Jaime Soto)‏ هو كاهن كاثوليكي أمريكي، ولد في 31 ديسمبر 1955 في إنغليووود في الولايات المتحدة.